# Andrius Kubilius

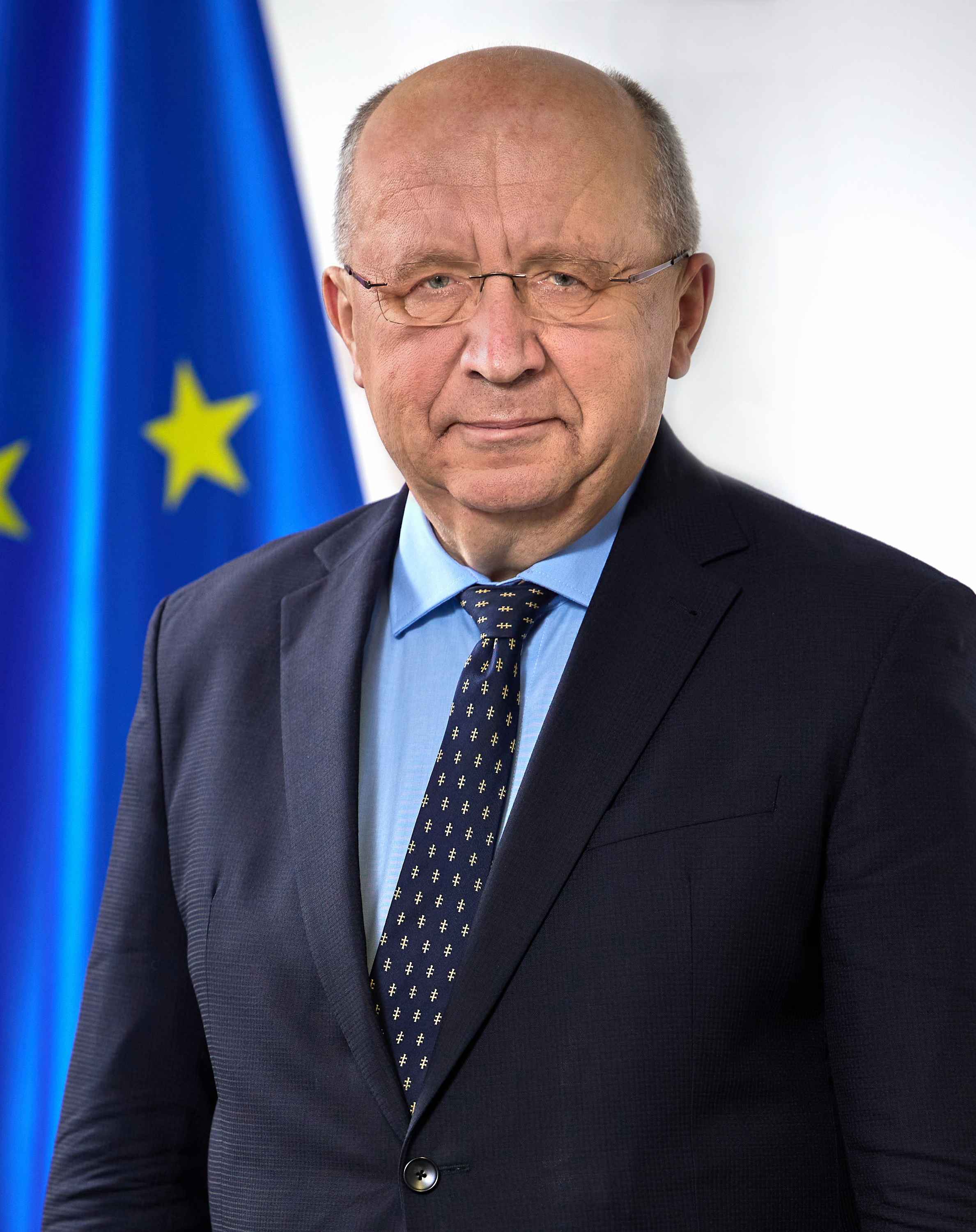
Andrius Kubilius (2024)

Andrius Kubilius (* 8. Dezember 1956 in Vilnius) ist ein litauischer Politiker und ehemaliger Oppositionsführer des Seimas. Er war von November 1999 bis Oktober 2000 und von 2008 bis 2012 Premierminister des Landes. Er leitete die Partei Tėvynės Sąjunga bis März 2015. Von Juli 2019 bis November 2024 war er Mitglied des Europäischen Parlaments.
Seit dem 1. Dezember 2024 ist er EU-Kommissar für Verteidigung und Raumfahrt in der Kommission von der Leyen II.

## Ausbildung, Beruf und Leben

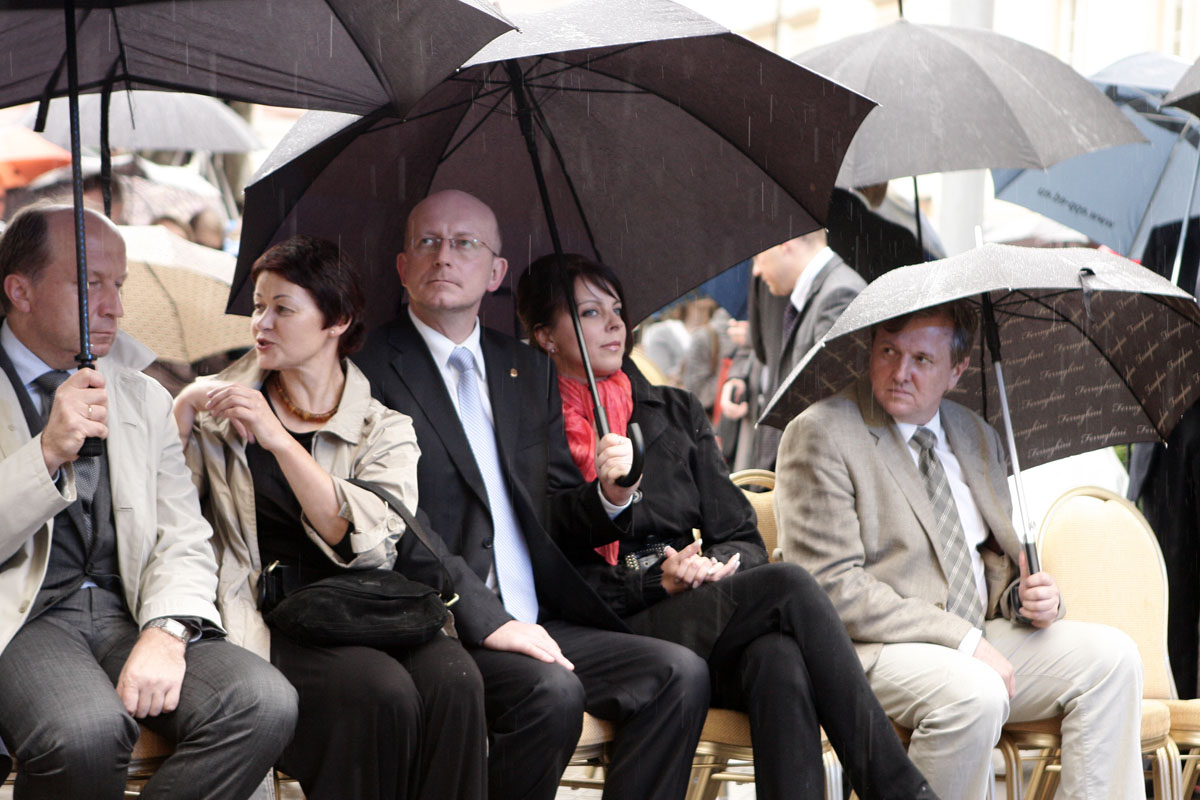
Andrius Kubilius mit Frau Rasa Kubilienė und dem damaligen Seimas-Präsident Arūnas Valinskas mit Frau Inga Valinskienė (Vilnius, Juli 2009)

Kubilius wurde in eine Familie mit wissenschaftlichem Hintergrund geboren. Seine Eltern waren Janina Zeka-Kubilienė und Vytautas Kubilius – beide promovierte und habilitierte Literaturwissenschaftler. Seine jüngere Schwester heißt Rūta. Er besuchte von 1963 bis 1974 die 22. Hauptschule (jetzt Mikalojus-Daukša-Sekundarschule). Da die Schule einen Literatur-Schwerpunkt hatte, schien sein Lebenslauf vorgezeichnet. Ein Werk in russischer Sprache über den Nobelpreisträger Ernest Rutherford brachte ihn jedoch schließlich zur Physik.
Ab 1974 studierte er Physik an der Universität Vilnius, wo er 1979 graduierte. Von 1981 bis 1984 folgte die Aspirantur. Seine Dissertation über amorphe Halbleiter wurde auf Englisch übersetzt international veröffentlicht, was zu viel positiver Resonanz führte. Im Anschluss arbeitete er an der gleichen Universität als Ingenieur und wissenschaftlicher Mitarbeiter in einem Labor.
Er ist verheiratet mit Rasa Kubilienė, einer Geigerin im Litauischen Nationalen Symphonieorchester. Sie ist Präsidentin des Verwaltungsrates der Stiftung „Hilfe für litauische Kinder“. Gemeinsam haben sie zwei Söhne, Andrius und Vytautas. Er spricht Litauisch, Russisch und Englisch. Als Hobbys gibt er Wandern, Rad- und Bootfahren an.

## Politik
1988 trat er der litauischen Reformbewegung Sąjūdis bei, deren Exekutivsekretär er zwischen 1990 und 1992 war. 1992 wurde er erstmals zum Abgeordneten des Seimas (litauische Parlament) gewählt, dem er seither durchgängig angehört. Im Mai 1993 wechselte er vom rechten Flügel der Sąjūdis zur neu gegründeten Partei Vaterlandsunion (Tėvynės Sąjunga). Zunächst war er Vorsitzender der Fraktion der Vaterlandsunion im Seimas. Nach dem Wahlerfolg der konservativen Parteien 1996 war er bis 1999 erster stellvertretender Parlamentsvorsitzender.
Im März 2015 erklärte er überraschend seinen Rücktritt von einer erneuten Kandidatur um den Parteivorsitz und unterstützte stattdessen Gabrielius Landsbergis, der die Wahl gewann und seither Parteivorsitzender ist. Von 23. Mai 2003 bis 16. März 2015 war er Vorsitzender der TS-LKD. 2008 wurde er im Wahlbezirk Antakalnis zum Seimas gewählt.
Am 19. Mai 2015 wurde öffentlich, dass er zum offiziellen Beraterkreis des ukrainischen Präsidenten Petro Poroschenko gehört – ebenso, wie: Gela Beschuaschwili, Jacek Saryusz-Wolski, Carl Bildt, Mikuláš Dzurinda, Micheil Saakaschwili, Aleksander Kwaśniewski, Elmar Brok und Anders Åslund.
Kubilius gehört zu den 89 Personen aus der Europäischen Union, gegen die Russland – wie Ende Mai 2015 bekannt wurde – ein Einreiseverbot verhängt hat.

### Premierminister und Oppositionsführer

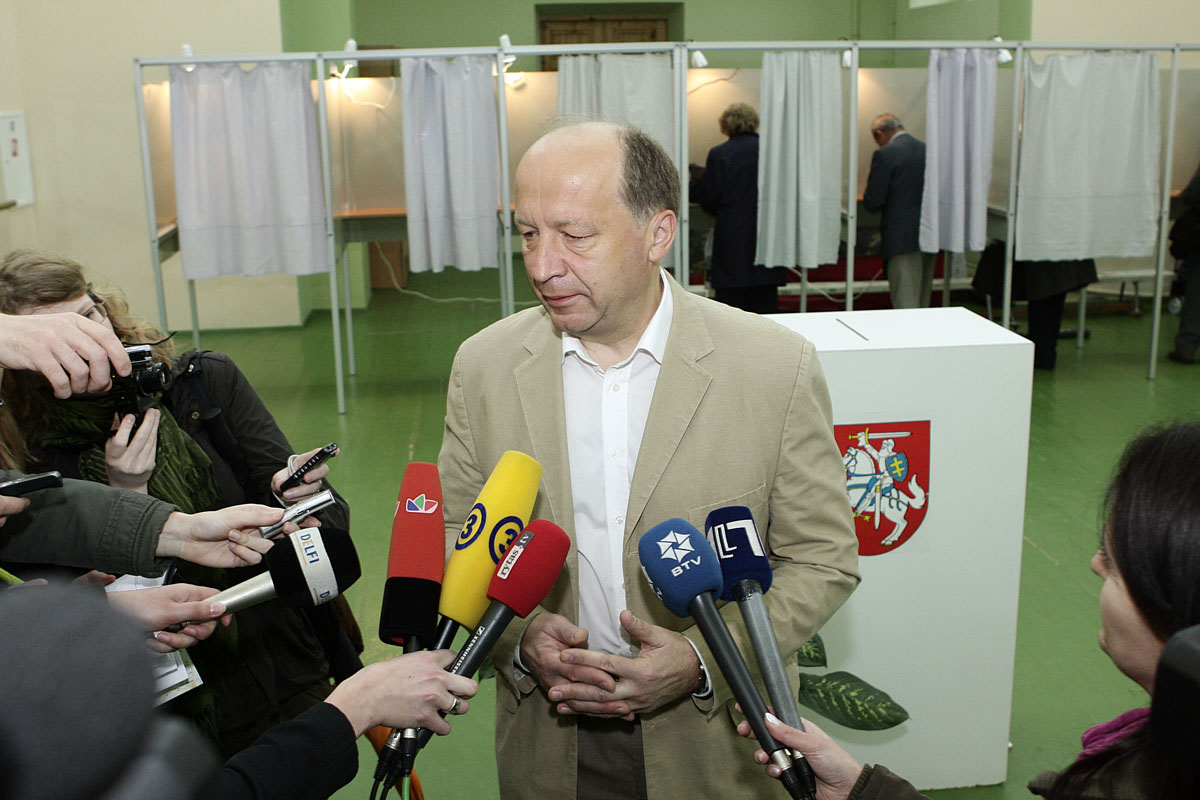
2009

Nach nur 5 Monaten im Amt trat am 3. November 1999 der damalige Premierminister, Rolandas Paksas, zurück. Nach einer kurzzeitigen, kommissarischen Übergangsregierung von Irena Degutienė wurde Kubilius am 3. November 1999 zum Premierminister des 10. Kabinetts gewählt. Am 26. Oktober 2000 trat er von diesem Amt zurück, nachdem seine Partei bei der Parlamentswahl vom 8. Oktober 2000 eine deutliche Niederlage und den Verlust von 61 ihrer bisher 70 Mandate hinnehmen musste. Neuer Premierminister wurde sein Vorgänger Paksas.
Nach seinem Rücktritt war Kubilius in der Opposition und von 2005 bis 2008 Oppositionsführer.
Nach dem Rücktritt von Premierminister Algirdas Mykolas Brazauskas am 31. Mai 2006 galt er als aussichtsreicher Kandidat für die Nachfolge. Gewählt wurde jedoch Gediminas Kirkilas. Er selbst wurde 2006 erneut zu einem der Stellvertreter des Parlamentsvorsitzenden sowie zum Vorsitzenden des Ausschusses für Beziehungen zur Europäischen Union gewählt.
Bei der Parlamentswahl in Litauen 2008 trat Kubilius erneut als Spitzenkandidat der Tėvynės Sąjunga an. Nach dem Wahlsieg seiner Partei (44 der 141 Sitze) bildete seine Partei eine Vier-Parteien-Koalition. Am 27. November 2008 wurde er mit den Stimmen dieser Koalition sowie weiterer Abgeordneter mit 89 von 141 (bei 27 Gegenstimmen) vom Parlament zum zweiten Mal zum Premierminister Litauens gewählt. Bis zum 13. Dezember 2012 führte er das 15. Kabinett Litauens. Damit ist er der erste Premierminister der II. Republik, der eine volle Legislaturperiode regierte.
Seit der Parlamentswahl in Litauen 2012 ist die TS-LKD wieder in der Opposition und Kubilius seit dem 18. Dezember 2012 erneut Fraktionsvorsitzender und Oppositionsführer. Kubilius war anfänglich im Ausschuss für Europäische Angelegenheiten und Wirtschaftsausschuss. Diesen verließ er im Mai 2013 und wechselte in den Finanzausschuss. Er ist ebenfalls Mitglied der Energie-Kommission.
Im 11. Seimas war er zuletzt Mitglied folgender Parlamentariergruppen (Stand: Juni 2015):
- Konferenz der Fraktionsvorsitzenden
- Parlamentarische Gruppe für Kommunales und Zivilgesellschaft
- Parlamentarische Gruppe "Für die Familie"
- Parlamentarische Gruppe zur Unterstützung der Litauischen bewaffneten und freiwilligen Kräfte
- Provisorische Gruppe für die Beziehungen mit den Medschlis des krimtatarischen Volkes
- Gruppe der Inter-Parlamentarischen Beziehungen mit den Vereinigten Staaten
- Gruppe der Inter-Parlamentarischen Beziehungen mit Estland Republic of Estonia
- Gruppe der Inter-Parlamentarischen Beziehungen mit der Knesset von Israel
- Gruppe der Inter-Parlamentarischen Beziehungen mit Kroatien Republic of Croatia

### Europapolitik
Andrius Kubilius war vom 17. Juli 2019 bis zum 30. November 2024 Mitglied des Europäischen Parlament in der EVP-Fraktion. Er war als Vollständiges Mitglied im Ausschuss für auswärtige Angelegenheiten, Menschenrechte, Gemeinsame Sicherheit und Verteidigungspolitik (ebenfalls dessen Unterausschuss für Menschenrechte), sowie im Ausschuss für Entwicklung tätig.
Am 1. Dezember 2024 wurde Kubilius zum ersten EU-Kommissar für Verteidigung und Raumfahrt ernannt.

## Auszeichnungen
- 2000: Litauische Freiheitsmedaille[15]
- Großkreuz des Norwegischen Verdienstordens
- 2004: Kreuz des Kommandeurs des Großfürst-Gediminas-Ordens[15]
- 2007: estnischer Orden des Marienland-Kreuzes der 3. Kategorie[15]
- 2009: Großkreuz des spanischen Orden de Isabel la Católica[15]
- 2012: World Leader Circle Award der Economic Faculty Association Rotterdam (EFR)[18]

## Schriften
- Kodėl krepšinis Lietuvoje gražesnis už politiką (deutsch Warum in Litauen Basketball schöner als die Politik ist). Versus aureus leidykla, Vilnius 2004, ISBN 9955-601-26-4.
- Kur atėjome ir kur einame? (deutsch Woher kommen wir und wohin gehen wir?). Demokratinės politikos institutas, Vilnius 2005, ISBN 9955-9511-2-5.
- Konservatyvioji bendruomenė (deutsch Konservative Gesellschaft). Demokratinės politikos institutas, Vilnius 2006, ISBN 9955-568-30-5.